# Heliura thysbe
Heliura thysbe là một loài bướm đêm thuộc phân họ Arctiinae, họ Erebidae.